# 马焦拉
马焦拉（義大利語：Maggiora），是意大利诺瓦拉省的一个市镇。总面积10平方公里，人口1805人，人口密度180.5人/平方公里（2009年）。ISTAT代码为003088。